# Caza por persistencia
La caza por persistencia o caza de persistencia es una técnica de caza en la que cazadores, que pueden ser más lentos que su presa en distancias cortas, usan una combinación de correr, caminar y rastrear para perseguir a su presa hasta que esta se agote. Algunos cánidos como el lobo gris o el licaón y otros carnívoros como la hiena moteada, las arañas del género caponia o los humanos están adaptados para utilizar esta estrategia de caza. Un cazador de persistencia tiene que ser capaz de correr una distancia larga sobre un periodo extendido de tiempo.
Los humanos son la única especie de primate viva que practica la caza de persistencia. Además de la capacidad de recorrer largas distancias, los cazadores humanos tienen comparativamente poco vello corporal, lo que hace que la sudoración sea un medio eficaz para enfriar el cuerpo. Por el contrario, los ungulados y otros mamíferos necesitan el jadeo para enfriar el cuerpo, lo cual también significa que tienen que ir más despacio.
Se cree que la caza de persistencia fue una de las primeras estrategias de caza de los humanos. Actualmente algunos pueblos como los san en el Desierto del Kalahari, o los tarahumara del noroeste de México siguen utilizando esta técnica.

## Caza de persistencia en humanos

### Caza de persistencia en la evolución humana

El pueblo san aún hace uso de la caza por resistencia.

La caza de persistencia probablemente fue una de las tácticas usadas por los primeros homínidos, y podría haber sido practicado con o sin armas de proyectil como dardos, lanzas, u hondas.
A medida que los homínidos se adaptaron a una locomoción bípeda, habrían perdido algo de velocidad, volviéndose menos capaces de capturar a sus presas con carreras cortas y rápidas. Sin embargo esto también les habría dado mayor resistencia, una buena adaptación para la caza por persistencia.
Aunque muchos mamíferos sudan, pocos han evolucionado para utilizar la sudoración como un método eficaz de termorregulación, los humanos y los caballos son excepciones notables. Esto unido a la relativa falta de pelo de la especie habría dado a los cazadores humanos una ventaja adicional al mantener sus cuerpos frescos en el calor del mediodía.

### Práctica actual
La caza de persistencia todavía la practican los cazadores-recolectores en el desierto central de Kalahari en el sur de África.  El procedimiento consiste en correr por un antílope, como un kudu , en el calor del mediodía, hasta cinco horas y una distancia de hasta 35 km (22 millas) en temperaturas de hasta 42 °C (108 °F) .  El cazador persigue al kudu, que se escapa de la vista.  Al rastrearlo a un ritmo rápido, el cazador lo alcanza antes de que haya tenido tiempo de descansar y refrescarse a la sombra.  El animal es perseguido y rastreado repetidamente hasta que está demasiado exhausto para correr.  El cazador luego lo mata con una lanza, o bien simplemente asfixiándolo.  
La caza por persistencia era practicada hasta hace poco por cazadores-recolectores en el Kalahari, como se puede ver en el documental de David Attenborough, Mamíferos (episodio 10, "Pensar para vivir") que muestra a un cazador san persiguiendo un antílope hasta que este colapsa. La técnica consiste en perseguir a una presa en las horas más calientes del día —con temperauras de 40 o 42 °C—, a un ritmo relativamente rápido durante varias horas (para la caza de un Kudu emplena entre dos y cinco horas y recorren de 25 a 35 km). El ritmo de la persecución no permite que la presa pueda descansar y refrescarse a la sombra por lo que se va agotando progresivamente. Cuando observa indicios de cansancio el cazador aumenta el ritmo hasta que la presa está exhausta y ya no puede seguir corriendo. En ese momento solamente queda alcanzar y dar muerte al animal, incluso impidiéndole respirar con las manos, sin ningún arma.
Se cree que los indígenas tarahumara, en el área de las Barrancas del Cobre (México) también han practicado caza de persistencia.
La caza de persistencia incluso se ha utilizado contra el animal terrestre más rápido, el guepardo. En noviembre de 2013, cuatro pastores keniatas utilizaron exitosamente la caza por persistencia para capturar a unos guepardos que habían matado a sus cabras.
Hay evidencia que pueblos occidentales, que en ausencia de armas de caza, han recurrido a la caza de persistencia, como el caso de la  familia Lykov en Siberia.